# Amtsgericht Osthofen
Das Amtsgericht Osthofen war von 1878 bis 1943 ein Amtsgericht mit Sitz in Osthofen.

## Gründung
Mit dem Gerichtsverfassungsgesetz von 1877 wurden Organisation und Bezeichnungen der Gerichte reichsweit vereinheitlicht. Zum 1. Oktober 1879 hob das Großherzogtum Hessen deshalb die Friedensgerichte auf, die bis dahin für die erstinstanzliche Rechtsprechung in dessen Provinz Starkenburg zuständig gewesen waren. Funktional ersetzt wurden sie durch Amtsgerichte. Das Amtsgericht Osthofen wurde dem Bezirk des Landgerichts Mainz zugeordnet, das wiederum zum Bezirk des Oberlandesgerichts Darmstadt gehörte.

## Ende
Zum 15. Juni 1943 wurde das Gericht kriegsbedingt geschlossen, nach Kriegsende nicht mehr eröffnet.

## Bezirk
| Gemeinde        | Herkunft                 | Zugang | Abgang | Nach |
| --------------- | ------------------------ | ------ | ------ | ---- |
| Abenheim        | Friedensgericht Osthofen | 1879   | 1943   |      |
| Alsheim         | Friedensgericht Osthofen | 1879   | 1943   |      |
| Bechtheim       | Friedensgericht Osthofen | 1879   | 1943   |      |
| Dittelsheim     | Friedensgericht Osthofen | 1879   | 1943   |      |
| Dorn-Dürkheim   | Friedensgericht Osthofen | 1879   | 1943   |      |
| Eich            | Friedensgericht Osthofen | 1879   | 1943   |      |
| Frettenheim     | Friedensgericht Osthofen | 1879   | 1943   |      |
| Hamm            | Friedensgericht Osthofen | 1879   | 1943   |      |
| Hangen-Wahlheim | Friedensgericht Osthofen | 1879   | 1943   |      |
| Heßloch         | Friedensgericht Osthofen | 1879   | 1943   |      |
| Ibersheim       | Friedensgericht Osthofen | 1879   | 1943   |      |
| Mettenheim      | Friedensgericht Osthofen | 1879   | 1943   |      |
| Monzernheim     | Friedensgericht Osthofen | 1879   | 1943   |      |
| Osthofen        | Friedensgericht Osthofen | 1879   | 1943   |      |
| Rheindürkheim   | Friedensgericht Osthofen | 1879   | 1943   |      |
| Westhofen       | Friedensgericht Osthofen | 1879   | 1943   |      |